# Vibrionaceae
La famiglia delle Vibrionaceae comprende microrganismi Gram negativi a forma di bastoncello diritto o ricurvo o a forma di virgola. Hanno una motilità grazie a flagelli polari. Asporigeni e acapsulati, la maggior parte sono ossidasi e catalasi positivi. Sono anaerobi facoltativi e alofili utilizzano come unica o principale fonte di carbonio, quindi di energia, il substrato D-glucosio.
Sono microrganismi che trovano ampia diffusione nell'ambiente acqueo riuscendo a vivere sia in acque dolci che in acque salate: il Vibrio parahaemolyticus ha una resistenza al sale fino a concentrazioni non superiori all'11%. Di questa famiglia fanno parte molti ceppi patogeni, come il Vibrio cholerae cholerae, il Vibio cholerae El Tor e il Vibrio parahaemolyticus.
Il V. cholerae cholerae causa il colera ed è un microrganismo conosciuto da molto tempo, ma nel 1961 è stato scoperto il biotipo V. cholerae El Tor (dall'ospedale egiziano dove è avvenuta la prima epidemia), molto più aggressivo del V.cholerae cholerae e con strutture che ne aumentano la virulenza. Il V. parahaemoliticus causa talvolta nell'uomo gastroenterite in seguito all'assunzione di frutti di mare contaminati.